# David Keita
David Keita (* 18. April 1980) ist ein ehemaliger malischer Schwimmer.

## Karriere
Keita nahm an den Olympischen Spielen 2004 in Athen teil. Er schwamm im Wettbewerb 50 m Freistil mit seiner persönlichen Bestzeit von 29,96 s auf Rang 79.